# Supercoppa italiana 2024 (hockey in-line)
La Supercoppa italiana 2024 è stata la 21ª edizione della omonima competizione italiana di hockey in-line disputata il 2 novembre 2024 al Palasport Villa Romiti di Forlì.
Hanno partecipato il Milano in qualità di squadra campione d'Italia e l'Asiago Vipers come detentore della Coppa Italia.
L'Asiago Vipers vinse la partita per 5-3, aggiudicandosi per l'ottavo volta il trofeo.

## Partecipanti
| Squadre       | Qual. | Partecipazioni precedenti (il grassetto indica la vittoria)            |
| ------------- | ----- | ---------------------------------------------------------------------- |
| Milano        |       | 2011, 2012, 2013, 2014, 2015, 2016, 2017, 2018, 2019, 2021, 2022, 2023 |
| Asiago Vipers |       | 2003, 2004, 2005, 2006, 2007, 2008, 2009, 2010, 2012, 2023             |

## Tabellino
| Forlì 2 novembre 2024 | Milano | 3 – 5 referto | Asiago Vipers | Palasport Villa Romiti |